# Fiebre hemorrágica venezolana
La fiebre hemorrágica venezolana (VHF, por sus siglas en inglés), es una enfermedad zoonótica causada por el virus guanarito, identificada por primera vez en 1989, que causa fiebre y malestar seguido por manifestaciones hemorrágicas, convulsiones, leucopenia y trombocitopenia. Resulta una enfermedad fatal en un 30 % de los casos. Su investigación requiere de laboratorios de bioseguridad de nivel 3 o 4.

## Epidemiología
La enfermedad es endémica del estado llanero venezolano de Portuguesa. El agente causal, el virus guanarito, se transmite a humanos por contacto o inhalación de las heces de roedores de dos especies, la rata cañera (Zygodontomys brevicauda) y la rata de milpa o rata algodonera (Sigmodon hispidus). La transmisión de un humano a otro humano aún no se ha observado.
Entre 1990 y 1991 se reportaron 104 casos y 26 defunciones, entre 2001 y 2002, 30 casos; en total solo un 28 % de los casos coinciden con un diagnóstico acertado. Por lo general ocurre de manera esporádica entre los meses de noviembre y enero. Los más afectados son hombres agricultores con una fuerte asociación con el cambio del patrón de usos de la tierra.